# Brižinski spomenici
Brižinski spomenici (Frajsinški spomenici) su najstariji sačuvani pisani dokumenti pisani latinicom na nekom od slovenskih jezika. Napisani su na staroslovenskom jeziku i često se ističu kao primer panonskoslovenačke redakcije staroslovenskog jezika. Nastali su u periodu između 972. i 1039. godine, najverovatnije u dolini reke Molna, danas na teritoriji Koruške u Austriji. 

## Etimologija
Svoj naziv su dobili po okrugu Frajsing zbog toga što su ih Bavarski bibliotekari pronašli u zbirci pergamenata koja je 1803. doneta iz Frajsinga. Frajsing je na slovenački jezik transkribovan kao Brižinj pa se ovi dokumenti na nekim slovenskim jezicima nazivaju i Brižinski spomenici.
Prilikom upisivanja teksta je upotrebljena vrsta latinice koja su upotrebljavala u periodu koji je sledio period vladavine Karla Velikog, pa se stoga naziva karolinška miniskula (minuskula - mala slova).

## Transkripcija prve strane na ćirilicu
| Numeracija | Izvorni tekst                                                  | Transkripcija                                            |
| ---------- | -------------------------------------------------------------- | -------------------------------------------------------- |
| 1101       | GLAGOLITE PONAZ REDKA ZLOUEZA.                                 | Глаголите по нас редка словеса                           |
| 1102       | Bose gozpodi miloztiuv'i. otze bose. tebe izpovuede.           | Боже господи милостиви, отче боже, тебе исповеде,        |
| 1103       | vuez moi greh. I'zuetemu creztu. I'zuetei marii. I'zue         | вес мой грех, и светему кресту, и светеи Марии, и све    |
| 1104       | temu michaelu. Iuuizem crilatcem bosiem. I zuetemu pe          | тему Михаелу, и вишем крилатцем божием, и светему Пе     |
| 1105       | tru. Iu'zem zelom bosiem. Iu'zem musenicom bosiem.             | тру, и всем селом божием, и всем мучеником божием,       |
| 1106       | Iu'zem vuernicom bosiem. Iu'zem. devua'm praudnim. Iu'z*e      | и всем верником божием, и всем девам правдним, и все[м]  |
| 1107       | praudnim. Itebe bosirabe. choku'. biti. izpovueden. uzeh. moih | правдним, и тебе божи рабе хочу бити исповеден всех моих |
| 1108       | greh. I'vueruiu'. dami. ie. nazem zuete. beusi. iti se. na on' | грех. И верую да ми йе нашем свете, бевжи, ити же, на он |
| 1109       | zuet. pakise uztati. nazod\ni den. I'meti mi ie.'sivuot'       | свет, пачи же устати, на содни ден. Име ти ми йе живот   |
| 1110       | pozem. I'me ti mi ie. otpuztic moih grechou. Bose              | посем. Име ти ми йе отпустик моих грехов, Боже           |
| 1111       | miloztiuvi. primi moiv. izpovued. moih grechou. Ese            | милостиви, прими мою исповед моих грехов, еже            |
| 1112       | iezem ztuoril zla. pot den pongese bih nazi zvuet.             | йесем створил зла, пот ден понеже бих наши свет          |
| 1113       | v'uuraken. ibih crisken. Ese pomngu. ili ne pomngu. Ili        | вуврачен и бих кришчен, еже помню или не помню, или      |
| 1114       | vu'olu. ili ne vu'olu. Ili vu'ede. ili ne vu'ede...            | волю или не волю, или веде или не веде...                |